# Puerto Balleto
Puerto Balleto är en ort i Mexiko.   Den ligger i kommunen San Blas och delstaten Nayarit, i den sydvästra delen av landet, 800 km väster om huvudstaden Mexico City. Puerto Balleto ligger 19 meter över havet och antalet invånare är 183. Den ligger på ön Isla María Madre.
Terrängen runt Puerto Balleto är lite kuperad. Havet är nära Puerto Balleto åt nordost.  Närmaste större samhälle är Campamento Morelos, 4,4 km sydost om Puerto Balleto. 